# Steppesaurus
Steppesaurus — вимерлий рід базальних Eupelycosauria, що належить до Sphenacodontidae, споріднених Dimetrodon і Sphenakodon, з пізньої пермської формації Сан-Анджело в Техасі.

## Відкриття та найменування
Верхньощелепна та зубна кістка, голотип FMNH UR 148, були на річці Піз знайдені Евереттом Клер Олсоном у 1950 році, який назвав рід у 1953 році разом з Джеймсом Р. Бірбоуером на честь Дж. Степпа, який допомагав у розкопках.

## Опис
Довжина тіла Степзавра оцінюється 5.5 метрів, що робить його найбільшим відомим сфенакодонтидом, але це не враховує, що його зуби, як відновлені, були більш широко розставлені. Ймовірно, у нього було менше зубів на верхній щелепі, яка в цілому не була особливо великою.

## Класифікація
Олсон у 1953 році помістив Степзавра до Sphenakodontidae, але в 1962 році змінив це на Phthinosuchidae, зробивши його членом Therapsida, на підтримку своєї гіпотези про те, що вони були знайдені в ранньо-пермському періоді. Це виявилося дуже суперечливим.